# Узунарик
Узунари́к (каз. Ұзынарық) — село у складі Толебійського району Туркестанської області Казахстану. Входить до складу Когалинського сільського округу.
У радянські часи село називалось Узинарик.
Населення — 975 осіб (2021; 1112 у 2009, 1171 у 1999, 860 у 1989).